# Elecciones estatales de Berlín Occidental de 1989
Las últimas elecciones a la Cámara de Representantes de Berlín en  Berlín Occidental del 29 de enero de 1989 dieron un resultado sorprendente.
La CDU, cuya victoria había sido considerada segura bajo su candidato, el titular desde el año 1984, el alcalde Eberhard Diepgen, sorprendentemente sufrió una dura derrota. Cayó en 8,7 puntos porcentuales y terminó con el 37,7% de los votos, por delante del SPD, bajo su líder y candidato Walter Momper, el cual incrementó en 4,9 puntos porcentuales al 37,3%.
Junto con la Lista Alternativa (AL, (la cual presentó como candidato a Bernhard Köppl y obtuvo el 11,8%, aumentando 1,2 puntos porcentuales),  el SPD podía formar una clara mayoría con  una coalición rojo-verde. Por otra parte se perdió al FDP, el exsocio de coalición de la CDU, que con un 3,9% (-4,6 puntos porcentuales), no pudo ganar escaños en la Cámara de Representantes. El candidato del FDP fue Walter Rasch. Los Republicanos, por el contrario, lograron entrar al parlamento con un 7,5%. El candidato de Los Republicanos fue Bernhard Andres.
Después de largas negociaciones de coalición, Momper forjó una alianza rojo-verde y fue elegido el 16 de marzo de 1989 como nuevo alcalde. El Senado Momper incluyó más mujeres que hombres, una primicia en la historia de Alemania.
La CDU se convirtió en la oposición y Eberhard Diepgen en líder de la oposición.

## Antecedentes
Previo a las elecciones a la Cámara de Representantes de Berlín del 10 de marzo de 1985, había existido desde 1983 una coalición negro-amarilla de la CDU y el FDP. Eberhard Diepgen (Senado Diepgen II), había ejercido como alcalde desde que solo un año antes, el 9 de febrero de 1984, reemplazara al Presidente electo, Richard von Weizsäcker. En la Cámara de Representantes la CDU había obtenido 69 escaños, el SPD 48, la Lista Alternativa 15 y el FDP 12.

## Encuestas
Apenas tres semanas antes del día de la elección, las encuestas predijeron la continuidad de la coalición CDU-FDP, con una clara mayoría. Solo unos pocos días antes de las elecciones se indicó que el resultado sería muy ajustado, pero que aun así la mayoría sería conservada por la coalición.
| Fecha                       | CDU  | SPD  | AL   | FDP | REP | indecisos |
| --------------------------- | ---- | ---- | ---- | --- | --- | --------- |
| 25 de enero de 1989         | 41 % | 36 % | 11 % | 7 % | -   | -         |
| ca. 25 de enero de 1989     | 40 % | 36 % | 10 % | 8 % | 3 % | -         |
| 10 de enero de 1989         | 43 % | 34 % | 11 % | 9 % | -   | 20 %      |
| ca. 28 de diciembre de 1988 | 43 % | 38 % | 10 % | 6 % | -   | 44 %      |

## Resultados
| Resultados     | Resultados     | Resultados | Resultados | Resultados |
| -------------- | -------------- | ---------- | ---------- | ---------- |
| Hab. inscritos | Hab. inscritos | 1.532.870  |            | Escaños    |
| Votantes       | Votantes       | 1.220.423  | 79,6 %     |            |
|                | CDU            | 453.211    | 37,7 %     | 55         |
|                | SPD            | 448.203    | 37,3 %     | 55         |
|                | AL             | 141.529    | 11,8 %     | 17         |
|                | REP            | 90.222     | 7,5 %      | 11         |
|                | FDP            | 47.153     | 3,9 %      | —          |
|                | ödp            | 8.489      | 0,7 %      | —          |
|                | SEW            | 6.875      | 0,6 %      | —          |
|                | DA             | 4.990      | 0,4 %      | —          |
| Total          | Total          |            | 100,0 %    | 138        |